# Щербаково (платформа)
Щербако́во (фин. Niemelä) — упразднённый остановочный пункт на однопутной линии Попово — Высоцк.
Располагался рядом с посёлком Щербаково в Высоцком городском поселении Выборгского района Ленинградской области, в 4,7 километрах от станции Попово. На остановочном пункте была относительно новая платформа из железобетонных плит, расположенная с северной стороны пути. Использовалась пригородными поездами сообщением Выборг — Высоцк, курсировавшими до 2004 года. В настоящее время (2019 год) посадочная платформа полностью разрушена отбойными молотками. С южной стороны от бывшего остановочного пункта расположен фундамент бывшего финского пассажирского здания.
Ныне линия используется исключительно для грузового движения.
Остановочный пункт был открыт 16 февраля 1926 года. На платформе имели остановку несколько пар пригородных поездов в сутки.

## Галерея

Платформа Щербаково
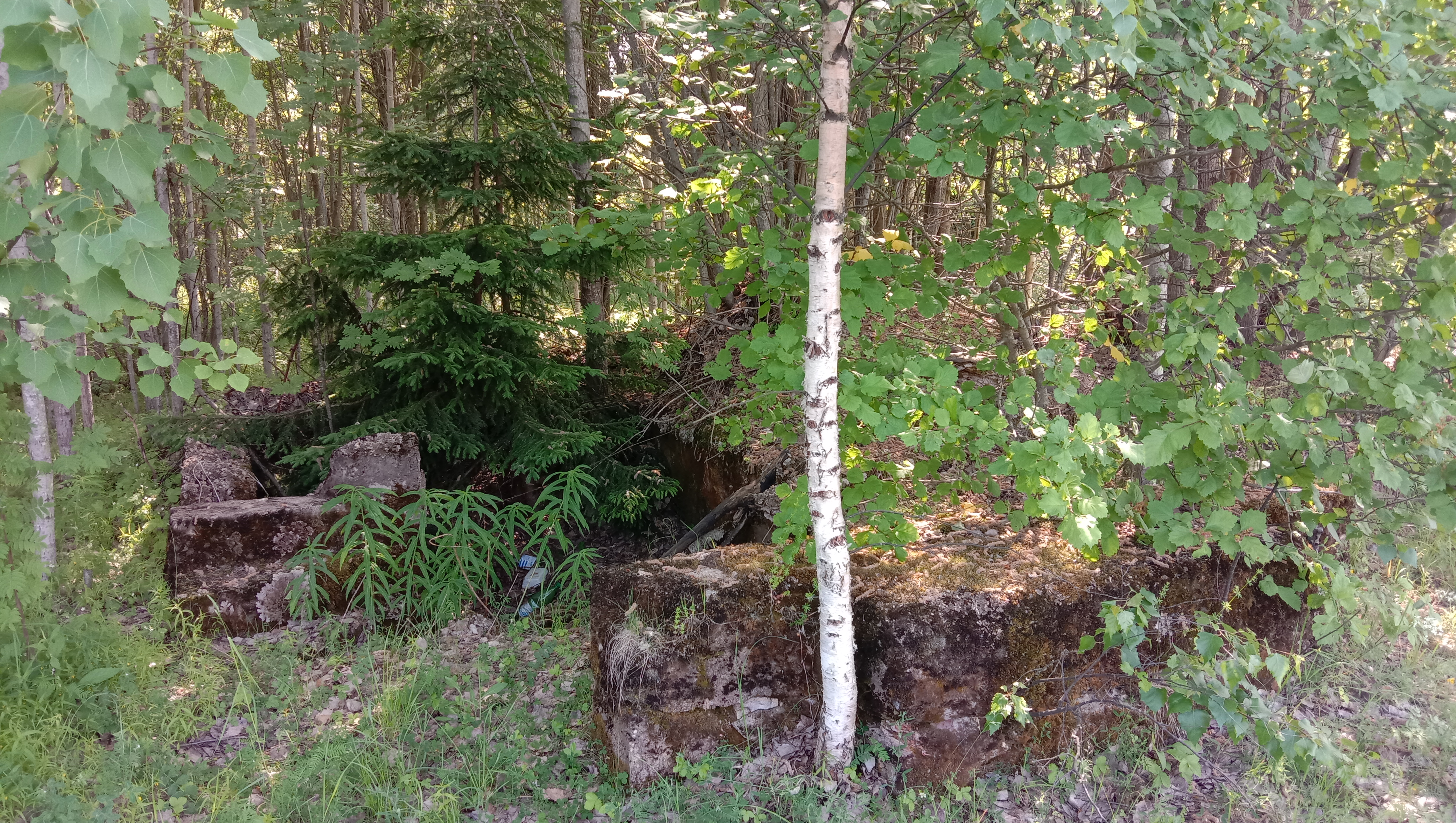
Фундамент пассажирского здания.
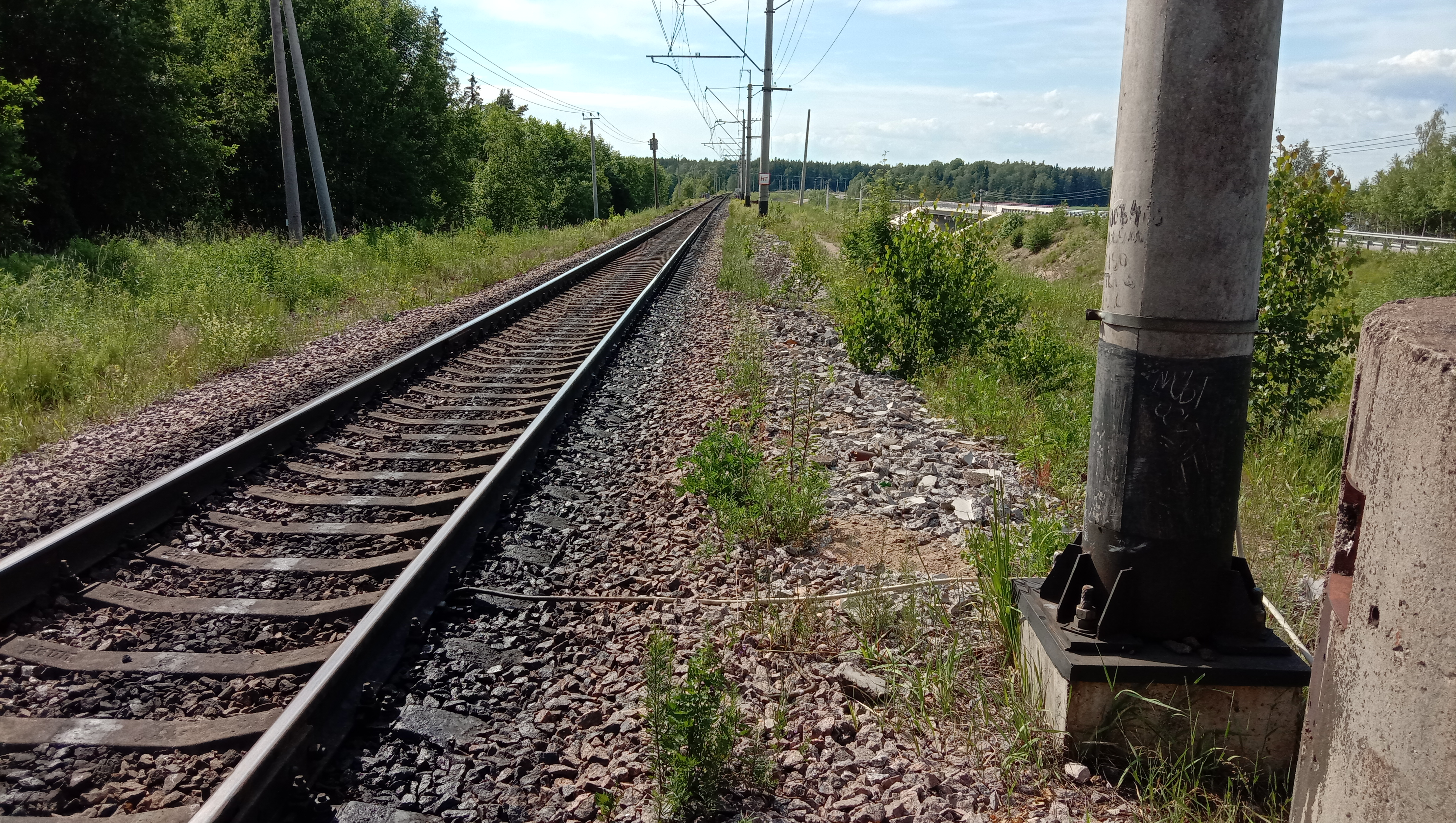
Разрушенная платформа. Вид в сторону ст. Высоцк.